# Elisabeth Thiermann
Elisabeth Thiermann (* 1. September 1893 in Veitlahm bei Kulmbach; † 8. Februar 1983 in Bayreuth) war eine deutsche Malerin, Grafikerin und Zeichenlehrerin.

## Leben und Werk
Thiermann wuchs als Tochter eines Pfarrers in Feuchtwangen und Mögeldorf auf. Sie studierte von 1911 bis 1916 in Nürnberg an der Kunstgewerbeschule und legte dort 1915 das Examen zur Zeichenlehrerin ab. In Weimar studierte sie danach an der Kunstakademie bei Max Thedy und arbeitete von 1920 bis 1923 in München als Künstlerin. In Bayreuth arbeitete sie als Kunsterzieherin und Zeichenlehrerin am heutigen Richard-Wagner-Gymnasium. Sie malte Blumenbilder und Stillleben. Ihre Werke wurden in München, Nürnberg und Kulmbach ausgestellt. Im Deutschen Kunstarchiv in Nürnberg wird ihr Nachlass verwahrt.

## Familie
Sie war die ältere Schwester des Künstlers Adolf Thiermann und Nichte des Künstlers Adolf Schinnerer.